# Nieves Sánchez Carrilero
Nieves Sánchez Carrilero (Albacete, 1922) es una arqueóloga española que dedicó toda su vida al Museo de Albacete.

## Trayectoria
Estudió bachillerato en Albacete y desde 1946, y hasta su jubilación en 1986, ejerció como funcionaria de la Diputación de Albacete siendo auxiliar administrativa en el Museo. Desde este puesto colaboró en el Congreso Arqueológico del Sudeste Español, celebrado entre el 21 y el 24 de marzo de 1946.
En 1954 se casó con Samuel de los Santos, director del Museo de Albacete entre 1962 y 1983,  y a quien conoció durante una excavación en la necrópolis ibérica de La Torrecica (Albacete), coordinada por su padre Joaquín Sánchez Jiménez. Los tres trabajaron también en las excavaciones de Venta Segovia, Casa de la Berruga o Los Capuchinos, entre otros yacimientos de la provincia de Albacete. También llevó a cabo tareas de análisis, estudio, inventario y catalogación del material hallado en las prospecciones y excavaciones.
También trabajó con su hermana Julia Sánchez Carrilero en la excavación de la necrópolis ibérica de hoya de Santa Ana.
Cuando falleció su padre, donó todos los permisos de excavación, diarios y notas, informes, correspondencia, dibujos, planos e imágenes al archivo documental y fotográfico del Museo de Albacete.

## Publicaciones
- 1951 - Pendientes áureos del Llano de la Consolación, en los Anales del Seminario de Historia y Arqueología de Albacete I. p. 29-32.